# Adolphe Appia
Pour les articles homonymes, voir Appia.
Adolphe Appia (né à Genève le 1er septembre 1862 et mort à Nyon le 29 février 1928) est un  décorateur et metteur en scène suisse, pionnier des théories du théâtre moderne.

## Biographie
Fils du médecin genevois Louis Appia, cofondateur du Comité des cinq, futur Comité international de la Croix-Rouge, Adolphe Appia étudie la musique à Genève, notamment chez Hugo de Senger. De 1882 à 1886, il fréquente les conservatoires de Paris, Leipzig et Dresde, et découvre les drames wagnériens à Bayreuth, dont Parsifal en 1882. Il affirme ses goûts et prend conscience de la nécessité de réformer le théâtre. Il a pratiqué également le dessin industriel et artistique à Vevey
Attiré par l'œuvre de Wagner, il pense en 1891 et 1892, une mise en scène et des décors pour L'Anneau du Nibelung, Les Maîtres Chanteurs de Nuremberg et Tristan et Isolde, puis publie en 1895, La Mise en scène du drame wagnérien suivi de La Musique et la mise en scène (1899).
C'est grâce à la comtesse de Béarn (Martine de Béhague) qu'il met en forme pour la première fois ses idées dans la fameuse "salle byzantine" de l'hôtel de Béhague de la rue Saint-Dominique à Paris. Après avoir dû renoncer à des extraits de Tristan et Isolde (le chef Weingartner refuse de diriger des extraits), c'est en mars 1903, qu'il participe à la mise en scène d'un spectacle comprenant des lectures de textes de Byron avec de la musique de Schumann, des tableaux vivants et un extrait de la Carmen de Bizet.
Il rencontre Émile Jaques-Dalcroze en 1906, et participe avec Heinrich Tessenow, à la création de l'Institut Jaques-Dalcroze. De cette collaboration naît la série des Espaces rythmiques (1909-1910). Entre 1911 et 1913, dans le cadre de l'institut Jacques-Dalcroze de Hellerau près de Dresde, il conçoit la scénographie de spectacles qui attirent toute l'intelligentsia européenne. En 1923, il réalise Tristan et Isolde pour la Scala de Milan.

## Apports
Adolphe Appia est l'un des metteurs en scènes les plus célèbres grâce à ses conceptions de l'espace au théâtre, souvent en référence à Wagner. Il rejette le jeu sur les deux dimensions pour mettre en valeur un jeu tridimensionnel vivant, parce qu'il croit que les nuances d'ombre sont autant nécessaires que la lumière, ce qui forme une certaine connexion entre l'acteur et son espace de jeu, entre le temps et l'espace. Grâce à son jeu sur l'intensité de la lumière, la couleur et la manipulation, Appia crée une nouvelle perspective de conception scénique et de l'éclairage.
Opposé aux décors historiques réalistes, il influence profondément par son œuvre et ses écrits la réforme de l'esthétique de la mise en scène théâtrale du début du XXe siècle comme celle portée par Jacques Copeau. Beaucoup de réalisateurs et de designers tirent leur inspiration de son travail. Il s'inspire lui-même des travaux de Meyerhold (référence?). Une des principales raisons de l'influence d'Adolphe Appia, et de ses théories, est qu'il travaille durant une période où l'électricité vient de naître, et se développe. Une autre raison de sa notoriété est qu'il est un homme qui voit large, et qui est capable de conceptualiser et de philosopher à propos de beaucoup de choses, dont les plus compliquées.
Appia voit la lumière, l'espace et le corps humain comme des éléments malléables qui peuvent être unifiés, et permettent de créer une mise en scène unifiée. Il est l'un des premiers à comprendre le potentiel de la lumière. De plus, en plus de vouloir exploiter la verticale et l'horizontale, il découvre la diagonale, l'oblique. La plupart de ses scénographies sont composées de plateformes qui se rejoignent par plusieurs escaliers. Il comprend donc l'importance de la lumière dans son travail car elle crée des ambiances qui permettent à l'acteur d'explorer plus en grandeur le jeu. La couleur est très importante aussi. Elle permet de créer des températures, des lieux, des univers. Mais tous ses ajouts et éléments scéniques n'ont pour but que d'aider l'acteur, pas de lui nuire. Ses scènes de Tristan et Isolde, et de L'Anneau du Nibelung ont influencé beaucoup de générations futures.

## Ouvrages
- La Mise en scène du drame wagnérien, 1895
- Die Musik und die Inscenierung von Adolphe Appia, 1899 (édité en français : Adolphe Appia. La Musique et la mise en scène, 1892-1897, 1963)
- Comment réformer notre mise en scène, 1904
- Adolphe Appia. L'Œuvre d'art vivant, 1921
- Art vivant ou nature morte ?, 1923
- Goethes Faust, erster teil, als dichtung dargestellt, 1929

Ses œuvres complètes ont été éditées à Lausanne, aux éditions L'Âge d'homme, en quatre volumes (Œuvres complètes, 1983 ; Œuvres complètes. 1, 1880-1894, 1983 ; Œuvres complètes. 2, 1895-1905, 1986 ; Œuvres complètes. 3, 1906-1921, 1988 ; Œuvres complètes. IV, 1921-1928, 1992)

### Archives
- Archives conservées par (pour Adolphe Appia) : Fondation SAPA, Archives suisses des arts de la scène

### Filmographie
- Adolphe Appia, le Visionnaire de l'Invisible, un film de Louis Mouchet (1988).